# Breinstorm
"Breinstorm" is een Nederlandstalige single van de Belgische band De Lama's uit 1994. Het liedje verscheen op het album Edele Delen. De single bevatte naast de titelsong het liedje "Dans Ma Petite Culotte".

## Meewerkende artiesten
Producers:
- Kloot Per W
- Serge Feys

Muzikanten:
- Kloot Per W (gitaar, programmatie, zang)
- Joris Decaesstecker (basgitaar)
- Steven De Cort (drums)
- Peter Slabbynck (zang)
- Mies Meulders (zang)